# Sam Doumit
Samia "Sam" Doumit (Sacramento, 24 april 1975) is een Amerikaanse actrice.

## Vroege leven
Samia is geboren in Sacramento in Californië (in de Verenigde Staten). Ze was een leerling op het Emerson College, voordat ze naar het California Institute of the Arts ging. Ze slaagde er echter niet.
Ze is een eerste-generatie Libanese Amerikaanse. Haar vader is naar de VS geëmigreerd vanuit Beiroet in Libanon.

## Carrière
Samia is een toneelspeelster in KY2 in 2000 en in oktober 2005, kwam ze in "Not to Fear". In 2006 speelde ze in een stuk van Shakespeare.
Ze kwam op TV in Passions (2005), LAX (2005), CSI: Crime Scene Investigation (2004), Dawson's Creek (2003), Boston Public (2002), ER (2001), Brutally Normal (2000), Honey, I Shrunk the Kids: The TV Show (2000), Undressed (1999) en Beverly Hills 90210 (1998).
Ook speelde ze in The Hot Chick, met Rob Schneider.

## Filmografie
- Longtime Listener 12th Time Caller  (Stem, 2004) - Nancy
- Just Hustle (2004) - Naomi Rose
- The Utopian Society (2003) - Nera
- The Hot Chick (2002) - Eden
- Taylor's Wall (2001) - Taylor Manning
- Beyond the Pale (2001) - Posse Member
- On the Ropes (1999) - Maya